# Жикол Дмитро Олександрович
Дмитро Олександрович Жикол (нар. 26 січня 1995, Київ) — український футболіст, півзахисник.

## Біографія
Народився 26 січня 1995 року в Києві. З семи років займався в ДЮФШ «Динамо». Перший тренер — Олександр Шпаков. У віці 15-ти років перейшов до дитячої школи «Княжа», де навчався протягом двох років.
2012 року став гравцем київського «Арсеналу», де провів рік у команді U-19 (28 матчів, 2 голи) і ще півроку в команді U-21 (13 матчів, 1 гол).
На початку 2014 року перейшов у «Севастополь» і до кінця сезону зіграв у 9 матчах молодіжного чемпіонату. Після розформування «Севастополя» отримав статус вільного агента і влітку 2014 року уклав контракт з «Динамо» (Київ). У чемпіонаті молодіжних команд U-21 за «динамівців» дебютував 26 липня 2014 року у матчі проти «Ворскли» (1:0). Всього за сезон зіграв у 16 матчах молодіжної першості.
Влітку 2015 року був заявлений за «Динамо-2» у Першу лігу. Дебютував у дорослому рівні 27 липня 2015 року в матчі 1 туру проти «Тернополя» (2:1), вийшовши на заміну на 82 хвилині замість Дієго Суареса і в компенсований час забив переможний гол.